# Uptown Hudson Tubes
De Uptown Hudson Tubes, ten tijde van de aanleg gekend als de Morton Street Tunnel, zijn een tweetal tunnels die onder de Amerikaanse rivier Hudson, grens tussen de staten New Jersey en New York, de verbinding maken voor treinverkeer tussen de steden New York en Jersey City. Ze liggen op het traject van de diensten Journal Square-33rd Street, Hoboken-33rd Street en Journal Square-33rd Street (via Hoboken).
De originele tunnels werden gebouwd tussen 1874 en 1907 en waren in gebruik voor de Hudson & Manhattan Railroad vanaf de opening op 26 februari 1908. In 1978 werden de tunnels geklasseerd als "Historic Civil Engineering Landmarks" door de American Society of Civil Engineers.
De oorspronkelijke stations in New York waren Christopher Street Station en 19th Street Station, in beheer van de H & M Railroad. Op 15 juni 1908 opende 23rd Street Station, op 10 november 1910 volgde 33rd Street Station (bij Penn Station). De Port Authority of New York and New Jersey nam in 1962 de lijn over van de Hudson & Manhattan Railroad die al vanaf 1954 opereerde onder bescherming tegen bankroet. Sinds 1962 heet de spoorwegmaatschappij dan ook Port Authority Trans-Hudson (PATH).
Er is in Manhattan geen verbinding tussen het spoorwegnetwerk van PATH in Midtown Manhattan dat terminal 33rd Street Station (bij Penn Station) bereikt vanuit de Uptown Hudson Tubes enerzijds en het station en de PATH-spoorweg in Lower Manhattan dat langs de Downtown Hudson Tubes vanuit New Jersey vertrekt anderzijds. Het netwerk van de metro van New York biedt deze connectie uiteraard wel.